# Fuerte de Mutrah
El fuerte de Mutrah o fuerte de Matrah es una fortaleza situada en una colina cerca de la costa, sobre la localidad de Matrah en Omán.

## Historia
Fue construido en 1588 por los portugueses que entonces ocuparon el área con el fin de defender la ciudad y la línea de costa. Estuvo bajo control portugués hata 1648.

## Descripción
Se trata de un fuerte de planta cuadrada con un bastión en cada esquina.

## Galería de imágenes

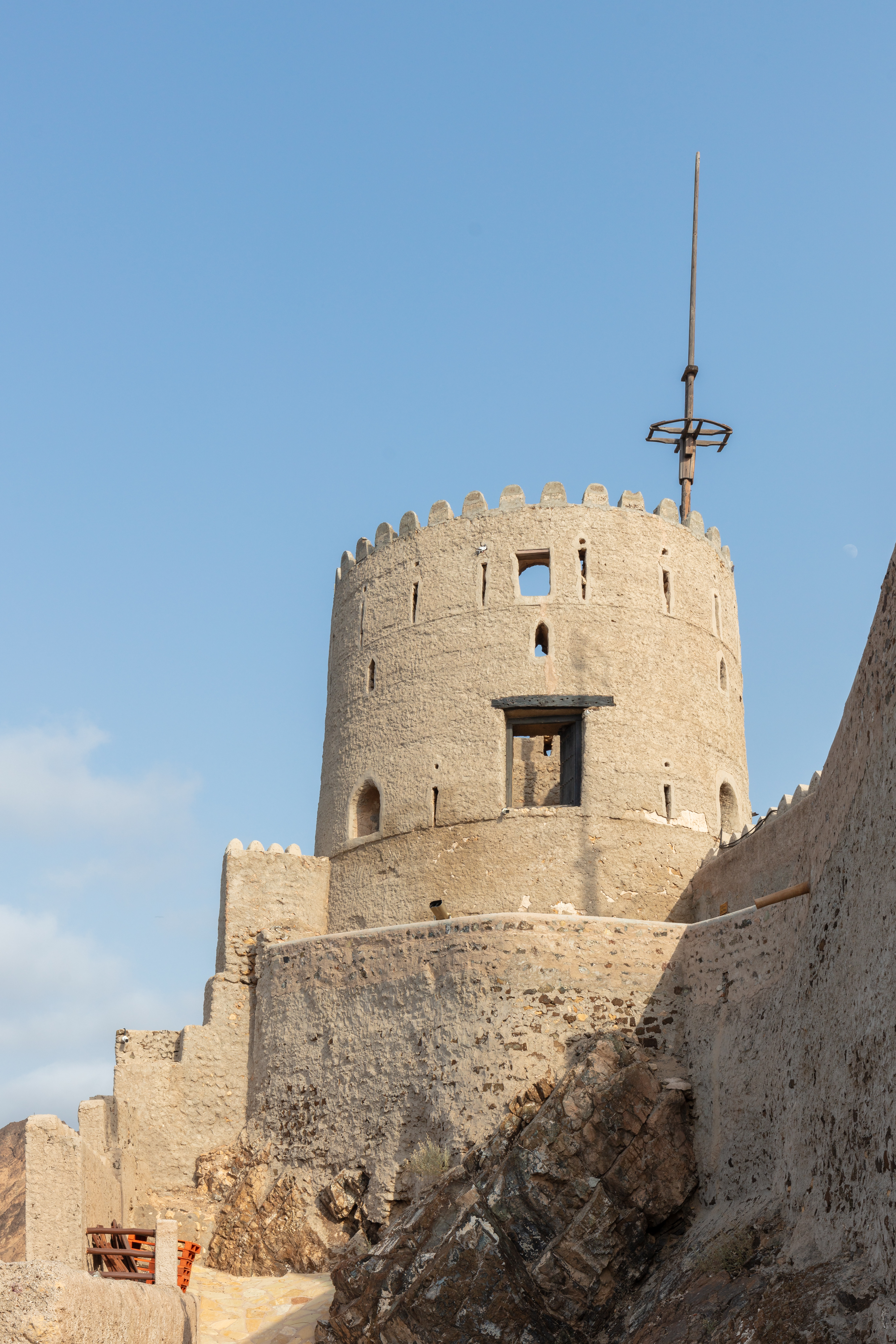
Torreón.
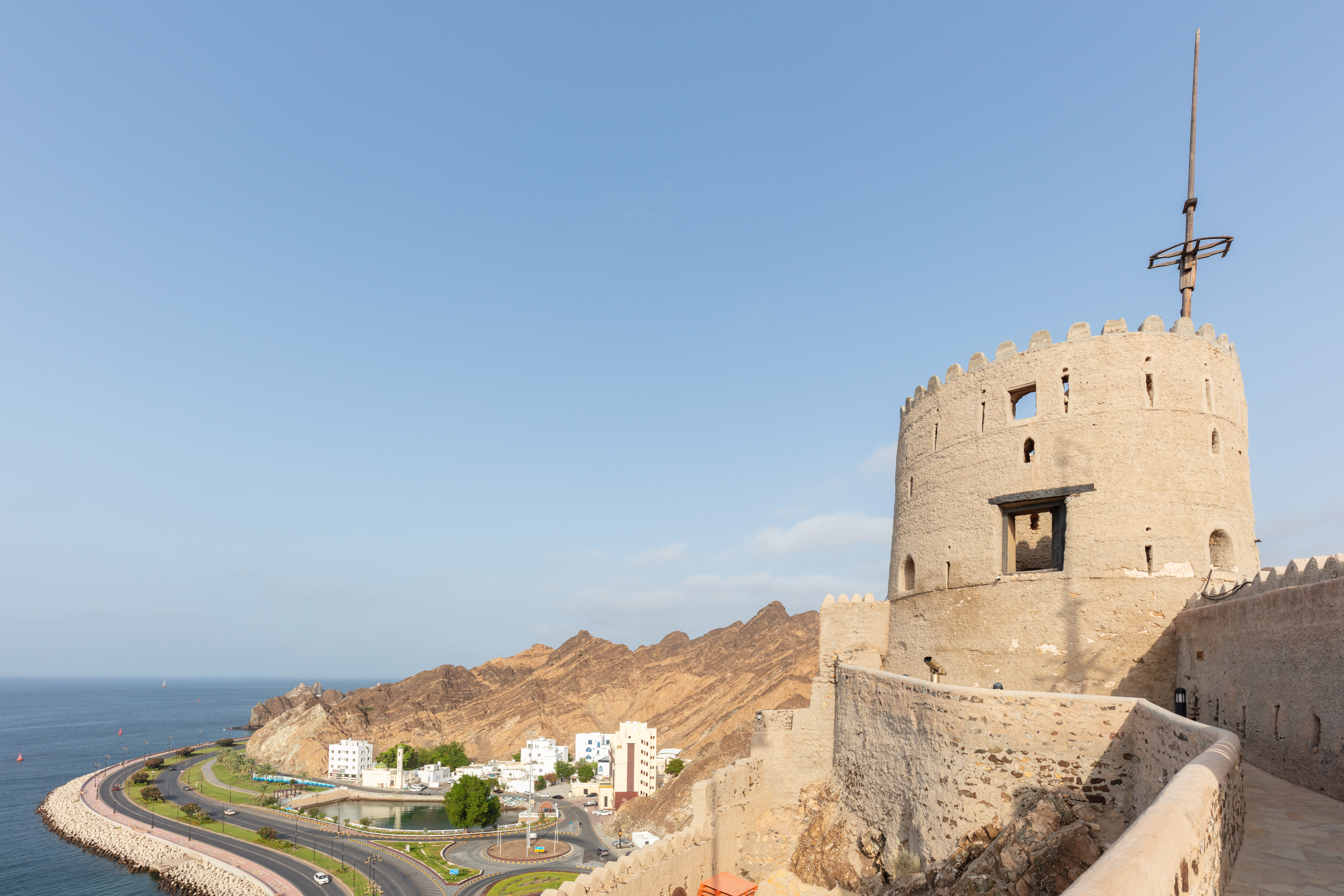
Vista del fuerte y de la costa.
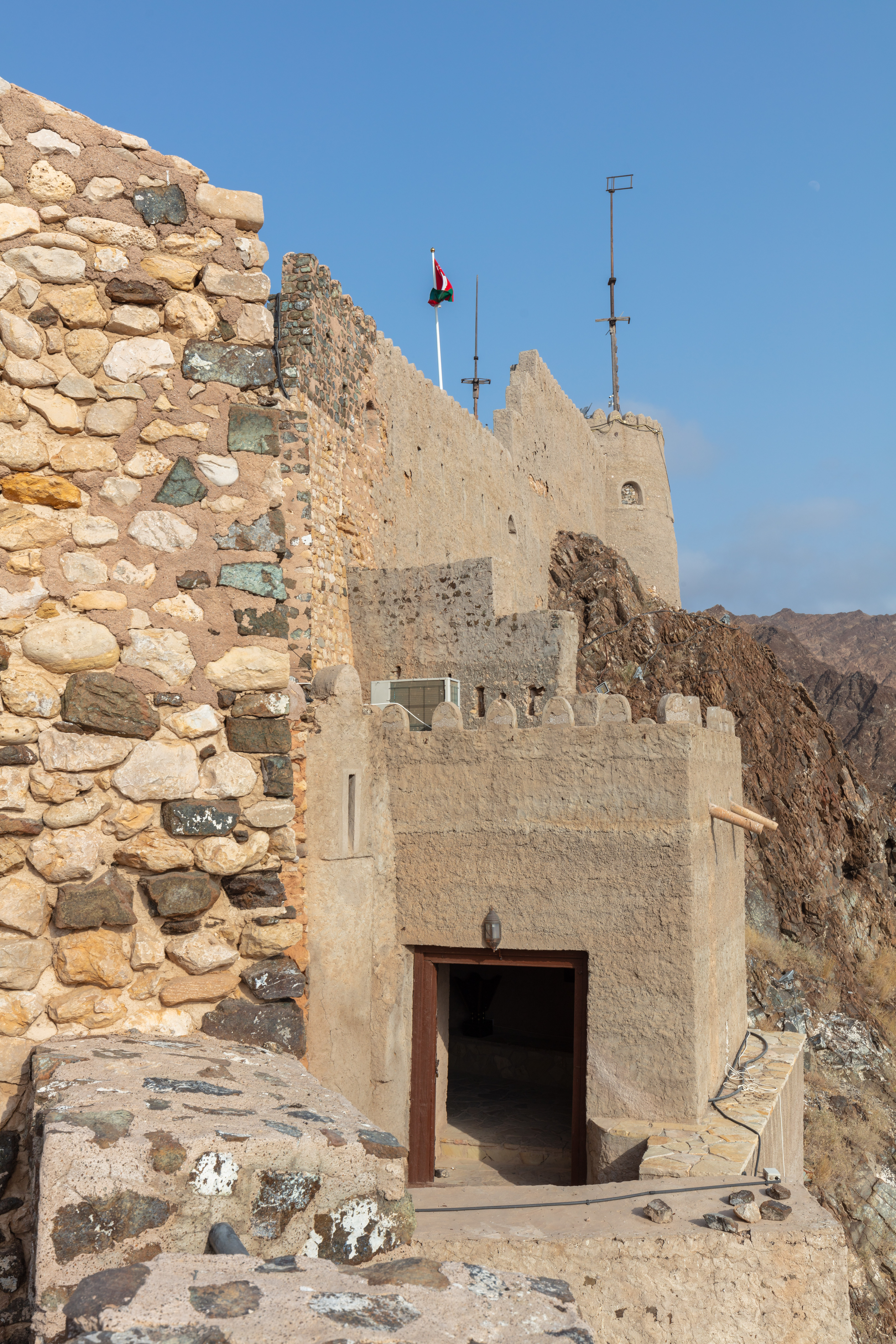
Entrada.
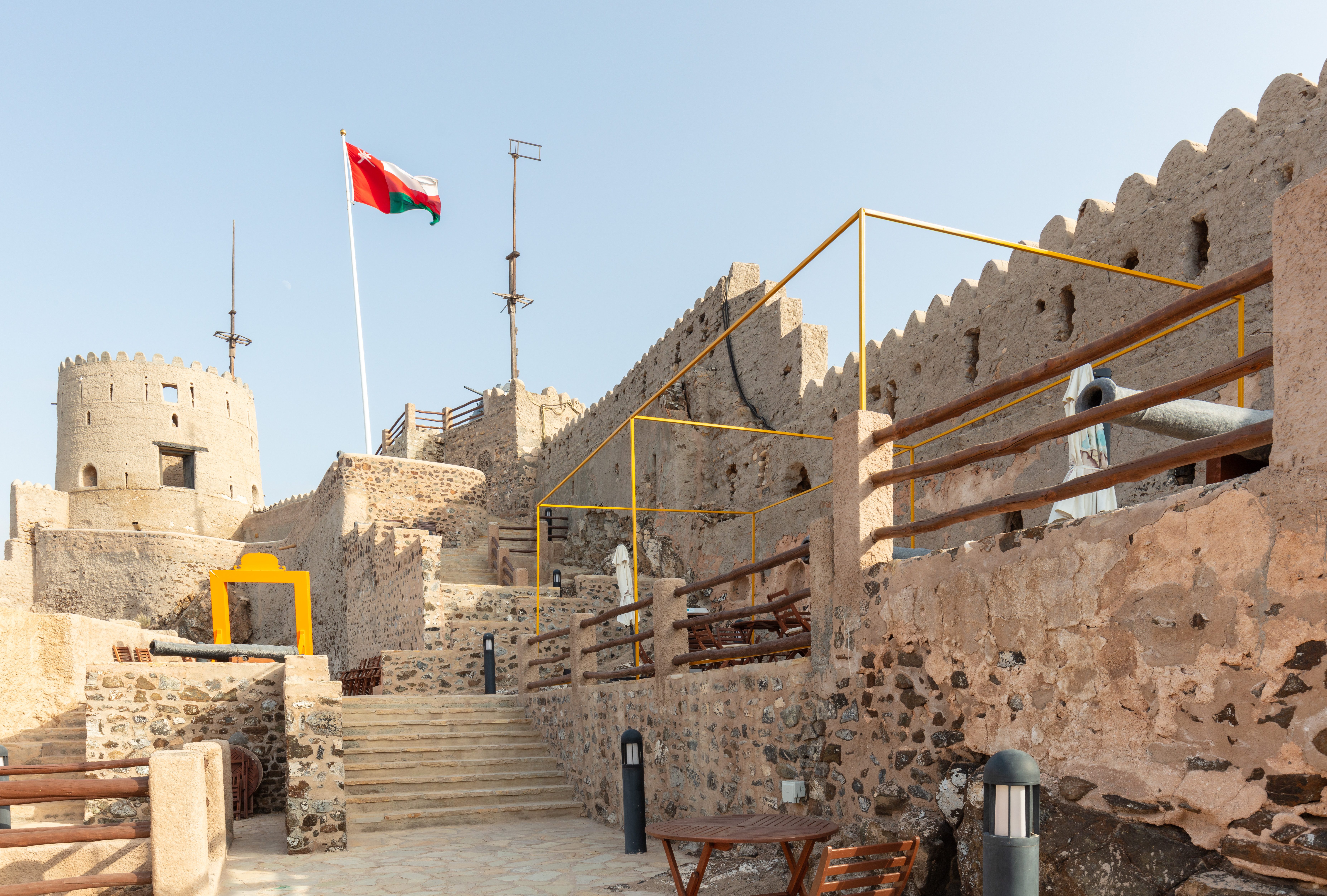
Vista del interior.
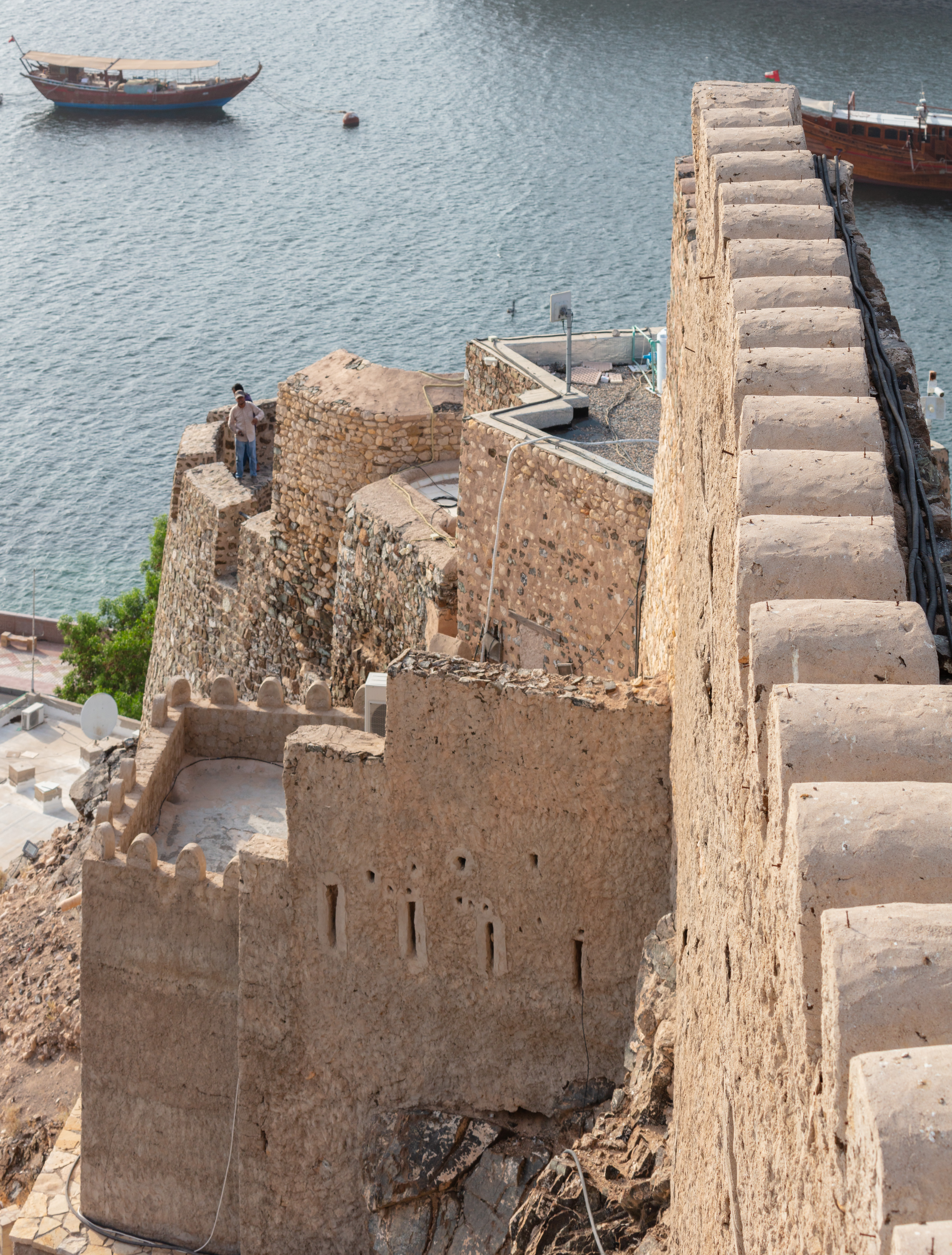
Detalle de una de las murallas.
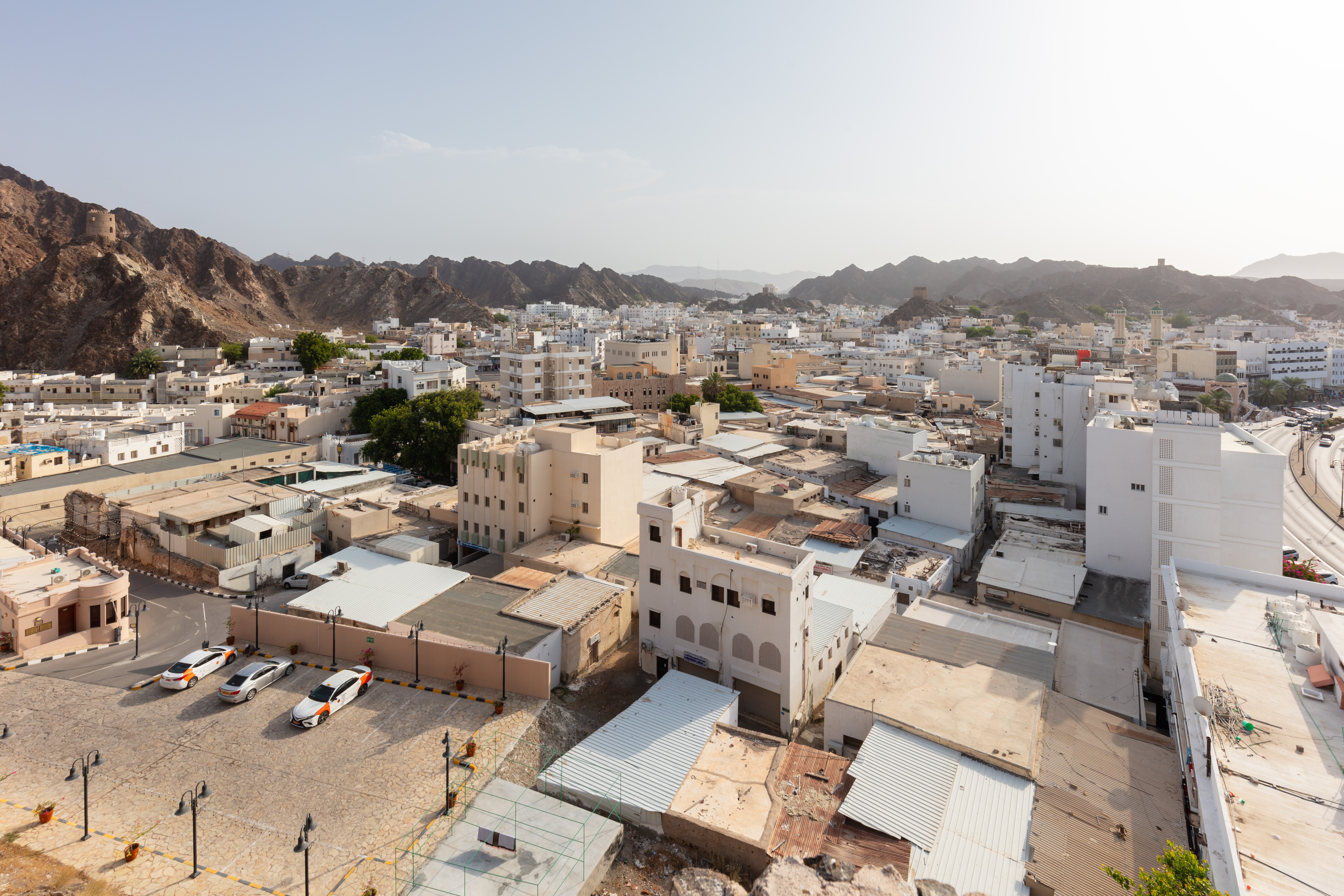
Vista desde el fuerte.